# Флот Османської імперії
Османський флот (осман. دوننماى همايون, трансліт. Donanma-yı Humâyûn або тур. Osmanlı Donanması) був військово-морськими силами Османської імперії. Він був заснований після того, як османи вперше вийшли до моря в 1323 році, захопивши Карамюрсель, місце першої османської військово-морської верфі та ядро майбутнього військово-морського флоту.
За час свого тривалого існування Османський флот брав участь у багатьох конфліктах, був стороною низку морських договорів. Він відіграв вирішальну роль у завоюванні Константинополя та подальшій експансії до Середземного та Чорного морів. На піку свого розвитку в 16 столітті османські кораблі вийшли до Індійського океану, відправивши експедицію до Індонезії в 1565 році, а на початку 17 століття діяли аж до Атлантики.
У часи занепаду попри спрби модернізації імперії наприкінці XVIII століття Османський флот стагнував, хоча й залишався одним з найбільших у світі: з майже 200 військовими кораблями, включаючи 21 лінійний корабель, він посідав третє місце після британського та французького флотів.
У цей час Османський флот активно залучався до участі у російсько-турецьких війнах, проте переважно зазнавав поразок, зокрема у битві при Каліакрії та Чесменській битві.
Протягом більшої частини своєї історії флот очолював Капудан-паша (великий адмірал; буквально «капітан-паша»); ця посада була скасована в 1867 році, коли її замінили за західним зразком міністр військово-морського флоту (тур. Bahriye Nazırı) і командувач флотом (тур. Donanma Komutanları).
Після розпаду Османської імперії та проголошення Турецької Республіки в 1923 році традиції ВМС були продовжені сучасними ВМС Туреччини.